# Heterospathe brevicaulis
Heterospathe brevicaulis är en enhjärtbladig växtart som beskrevs av Edwino S. Fernando. Heterospathe brevicaulis ingår i släktet Heterospathe och familjen Arecaceae. Inga underarter finns listade i Catalogue of Life.